# Ogród botaniczny Bałtyckiego Uniwersytetu Federalnego im. Immanuela Kanta
Ogród botaniczny Bałtyckiego Uniwersytetu Federalnego im. Immanuela Kanta (ros. Ботанический сад Балтийского федерального университета имени Иммануила Канта) – ogród botaniczny w Królewcu, w nadbałtyckiej eksklawie Federacji Rosyjskiej. Obiekt założony został przez Paula Kaebera, botanika, profesora Uniwersytetu Albrechta w Królewcu w 1904. W 1968 obiekt został włączony do struktur Kaliningradzkiego Uniwersytetu Państwowego. Ogród stanowi obszar ochrony przyrody i jednocześnie pomnik kultury obwodu królewieckiego. Kolekcja ogrodu składa się z ponad 3 tysięcy taksonów roślin, z czego ok. tysiąc stanowią drzewa i krzewy.

## Historia
Ogród założony został na powierzchni 12,5 ha w Maraunenhof, na północnych przedmieściach Królewca, z inicjatywy Paula Kaebera, profesora i kierownika Katedry Roślin Wyższych i Systematyki na Uniwersytecie Albrechta w Królewcu. Pozostawał on również dyrektorem placówki od jej powstania do swojej śmierci 25 marca 1919. W ogrodzie zachował się głaz pamiątkowy mu poświęcony. Ogród należał w tym czasie do miasta. W 1922 kierownictwo ogrodu przejął Ernst Schneider, twórca wielu terenów zielonych w Królewcu i autor koncepcji zazieleniania miast Prus Wschodnich, która odbiła się szerokim echem w Europie i Ameryce Północnej. W 1938 roku kolekcja ogrodu składała się z około 4 tysięcy taksonów. Po zniszczeniach z czasu II wojny światowej (m.in. zniszczone zostały szklarnie) kolekcja została zdziesiątkowana – inwentaryzacja w 1958 wykazała istnienie w ogrodzie ok. 400 taksonów roślin. Powojenna rekonstrukcja ogrodu rozpoczęła się w 1948 (odbudowano szklarnie, oczyszczono staw). W okresie tym zmieniali się zarządcy i pozycja ogrodu w strukturach różnych instytucji. Ostatecznie w 1968 roku ogród stał się placówką podległą uczelni, która od 2011 roku nosi nazwę Bałtycki Uniwersytet Federalny im. Immanuela Kanta.

## Kolekcja
Ogród zajmuje powierzchnię 13,6 ha. Arboretum (kolekcja drzew i krzewów) zajmuje 8,5 ha; szkółki i gospodarstwo ogrodnicze – 0,5 ha; kolekcja roślin zielnych na terenach otwartych – 1,5 ha. Na pozostałej powierzchni znajdują się szklarnie z roślinami tropikalnymi i subtropikalnymi, trawniki i staw. Większość kolekcji reprezentuje florę Azji Wschodniej (34%) i Ameryki Północnej (32%). W ogrodzie rosną w osobnych kwaterach liczni przedstawiciele takich rodzajów jak: dąb, buk, klon, wiąz, kasztanowiec, orzech i brzoza. Do wyróżniających się rozmiarami lub rzadkością występowania należą odmiany: klonu zwyczajnego 'Crimson King', 'Drummondii', jawora 'Variegata', 'Leopoldii', klonu jesionolistnego 'Variegata', buka zwyczajnego 'Aurea', 'Laciniata', dębu szypułkowego 'Filicifolia' i olszy czarnej 'Pyramidalis'.